# Église de l'Intercession-de-la-Vierge de Kamensk-Chakhtinski
L’église de l'Intercession-de-la-Vierge (en russe : Церковь Покрова Пресвятой Богородицы) est une église orthodoxe de Kamensk-Chakhtinski (oblast de Rostov). Construite de 1996 à 2006 selon le projet de l'architecte G.D. Starykh elle fait partie du diocèse de Chakhty.

## Histoire
Le 14 octobre 1991 la première pierre de l’église est posée à l’endroit où en 1914 avait été entreprise la construction de l’église Saints-Pierre-et-Paul (inachevée, elle est détruite en 1921). Les travaux ne débutent toutefois qu’en 1996 et se poursuivent jusqu’en 2003.
L’église est inaugurée le 14 octobre 2003, une croix commémorative sur le territoire de l’église rappelle le souvenir de l’église Saints-Pierre-et-Paul.